# Cono Sur (Lima)
El Cono Sur o Lima Sur es la subregión meridional del área urbana de Lima Metropolitana, capital del Perú. Está conformada por los distritos ubicados en la parte sur de la ciudad. 
El distrito de Santiago de Surco, por su ubicación, podría ser considerado parte de Lima Sur, aunque también es parte de Lima Centro, en algunas instituciones y páginas web es considerada parte de Lima Sur. 
Lima Sur tiene una población económicamente muy variada:
- 68.6 % en el nivel bajo y pobreza.
- 30.6.4 % en el nivel medio.
- 0.4.8 % se ubica en el estrato socioeconómico más elevado.

## Etimología
El término Cono Sur fue acuñado inicialmente para distinguir los ejes de crecimiento urbano de Lima Metropolitana, además de los lugares donde se concentran las poblaciones distantes del centro residencial y comercial de la capital. Asimismo, la denominación Lima Sur es más reciente y está referida a esta misma subregión. Tanto el término Cono Sur como el de Lima Sur son ampliamente usados por la población capitalina, siendo el segundo el de mayor aceptación entre los habitantes de esta zona geográfica de la ciudad.
Según el Diccionario de la lengua española en su definición de «cono», dice en su sexta acepción:

«Sector del área metropolitana de Lima que se proyecta a partir del centro: cono norte, cono este y cono sur.»

## Historia
En la antigüedad, esta subregión fue poblada por la Cultura Lima (desde principios de la era común hasta el 600 d. C.). Luego, pasó al poder del Imperio Wari (entre los años 600 y 900 d. C.), los cuales ejercieron una notable influencia en los aspectos cultural y arquitectónico. A partir del 750 d. C., el área de Pachacámac adquiere una gran influencia a nivel regional, debido a su templo u oráculo llamado "Templo de Pachacámac".
El señorío Ichma que se asentó en el lugar, edificó en Pachacámac unas 16 nuevas pirámides. Durante el Incanato, se construyeron templos dedicados al dios Pachacámac y al dios sol, una plaza para los peregrinos, un Acllawasi y un palacio para el gobernador incaico. Durante el virreinato, esta zona solamente estaba poblada por pequeños caseríos y caletas dedicadas a la agricultura y a la pesca.
A principios del siglo XX, en el Cono Sur había algunos terrenos de cultivo, mientras que, el resto eran extensos arenales. En 1929, cuando se fundó el distrito de Santiago de Surco, toda el área de lo que sería en algún futuro el distrito de San Juan de Miraflores pertenecía a este distrito. Mientras que, el área de lo que serían los distritos de Villa María del Triunfo y Villa El Salvador, pertenecía a los distritos de Santiago de Surco y Lurín. El poblamiento de estos sectores, se iniciaron a partir del 6 de agosto de 1949, cuando un grupo de personas pertenecientes a la "Sociedad de Obreros del Sagrado Corazón de Jesús" de Surquillo se trasladó hasta Quebrada Honda, fundando la asociación de vivienda Nueva Esperanza (en Villa María del Triunfo, ubicada entre los kilómetros 20 y 23 de la carretera Lima - Atocongo).
En la década de los 50, miles de familias que llegaron de las regiones andinas invadieron el área denominada Ciudad de Dios (distrito de San Juan de Miraflores), atraídas por el desarrollo comercial e industrial de la capital. Estas primeras invasiones se caracterizaban por la precariedad de sus viviendas, que consistía en chozas de esteras asentadas sobre arenales, las cuales se agrupaban en barrios denominados "pueblos jóvenes" que carecían de electricidad, agua potable o desagüe. Con el tiempo, Ciudad de Dios creció, formándose más pueblos jóvenes (Pamplona Baja, Pamplona Alta, San Juanito, etc.) como resultado de la migración de pobladores provenientes del interior del país. Un grupo de familias de Pamplona fue reubicado en los arenales de Villa El Salvador.
En la década de los 80, la organización terrorista socialista Sendero Luminoso (PCP-SL) pretendía imponer su ideología entre los habitantes de los andes peruanos, lo cual ocasionó el desplazamiento masivo hacia Lima y sus alrededores. De esta manera, aumentó en gran medida la población de los distritos de San Juan de Miraflores, Villa María del Triunfo, Villa El Salvador y Lurín.

## Límites
Por el norte
- Barranco
- Santiago de Surco
- La Molina
- Ate
- Cieneguilla

Por el este
- Provincia de Huarochirí.

Por el sur
- Provincia de Cañete.

Por el oeste
- Océano Pacífico.

## Características
Esta subregión limeña se caracteriza por posser distritos que contienen la zona de los antiguos balnearios y haciendas del sur, con casas de playa ubicadas en los distritos ribereños económicamente más prósperos, como: San Bartolo, Punta Hermosa, Punta Negra, Lurín y Santa María. Asimismo, se destaca el Parque Industrial, ubicado en el distrito de Villa El Salvador. Además, es la subregión más cercana a los distritos con mayor actividad económica y turística, como: Barranco, Miraflores, Santiago de Surco y San Borja. Adicionalmente, es una de las zonas preferidas para diversas actividades como el Rally Dakar, los Juegos Panamericanos del 2019 (ubicada en la Villa Panamericana, en el distrito de Villa El Salvador), el Campeonato Mundial de Surf de 1965, así como visitas turísticas, estrenos de cine y más. Finalmente, es también considerada como la zona de suburbio más turística de la capital.

## Demografía
| Distrito                | Población 2017 | Población 2024 | IDH 2019     |
| ----------------------- | -------------- | -------------- | ------------ |
| Chorrillos              | 314 241        | 375,579        | 0.7584 Alto  |
| San Juan de Miraflores  | 355 219        | 431,289        | 0.7290 Alto  |
| Villa María del Triunfo | 398 433        | 479,768        | 0.6898 Medio |
| Villa El Salvador       | 393 254        | 444,725        | 0.6990 Medio |
| Lurín                   | 89 195         | 115,910        | 0.6909 Medio |
| Pachacámac              | 110 071        | 157,053        | 0.6463 Medio |
| Punta Hermosa           | 15 874         | 23,968         | 0.6960 Medio |
| Punta Negra             | 7 074          | 9,492          | 0.6998 Medio |
| San Bartolo             | 7 482          | 10,327         | 0.7238 Alto  |
| Santa María del Mar     | 999            | 1,557          | 0.7467 Alto  |
| Pucusana                | 14 891         | 19,515         | 0.5989 Medio |
| Total                   | 1 706 733      | 2,069,183      | 0.6980 Medio |

## Distritos
El Cono Sur o Lima Sur está conformado por once distritos:
- Chorrillos
- Lurín
- Pachacámac
- Pucusana
- Punta Hermosa
- Punta Negra
- San Bartolo
- San Juan de Miraflores
- Santa María del Mar
- Villa El Salvador
- Villa María del Triunfo

### Distrito de Chorrillos

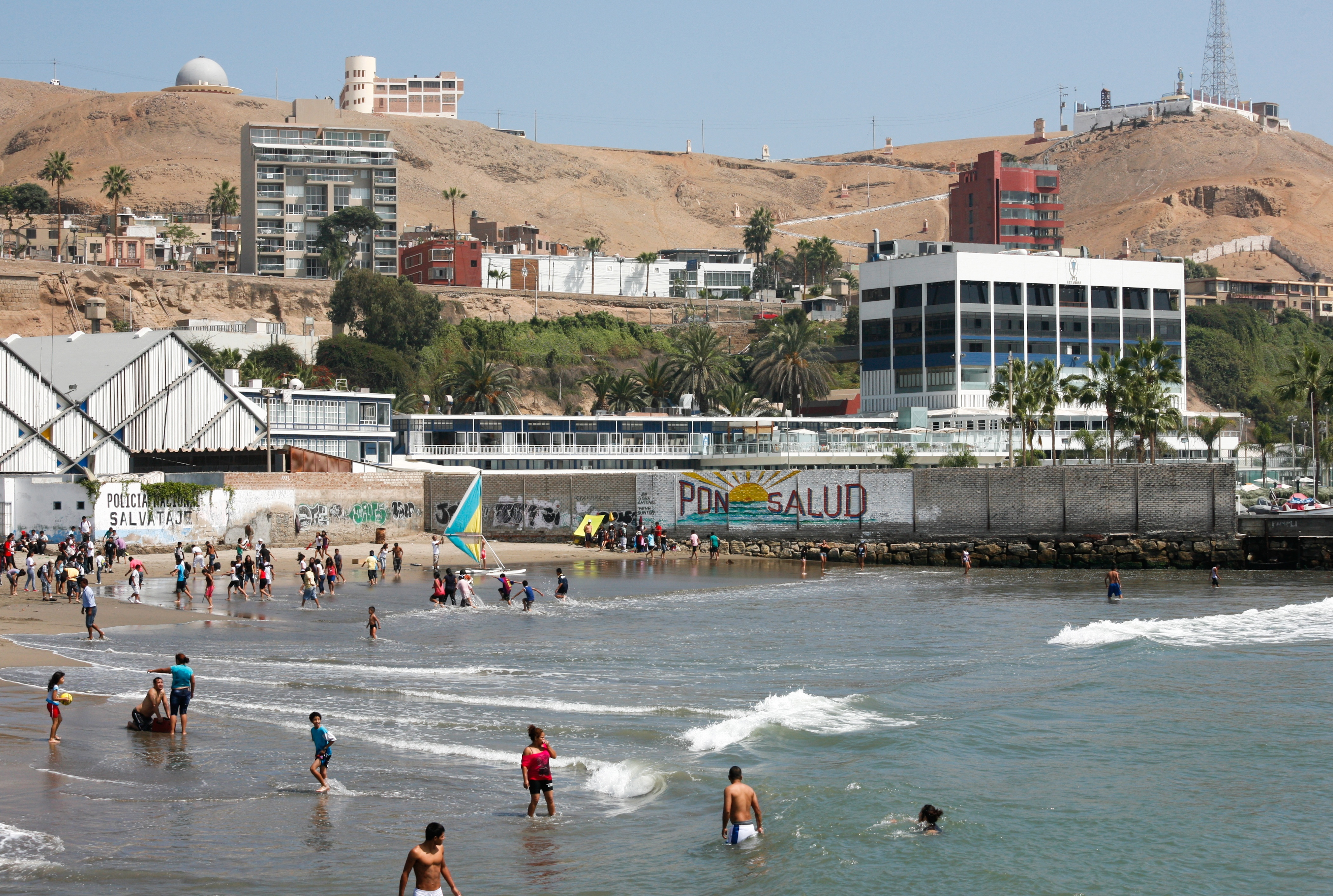
Circuito de playas de la Costa Verde.

El distrito de Chorrillos fue fundado en 1824. Se encuentra en la zona sudoeste de la ciudad y cuenta con una población de alrededor de 314 000 personas. Este distrito posee una historia que remonta a la época virreinal, habiendo sido originalmente una hacienda y posteriormente un balneario de descanso. Durante la Guerra del Pacífico (1879-1883) Chorrillos fue devastado por el Ejército de Chile. En la actualidad, es conocido por su actividad pesquera, sus playas, su gastronomía y sitios turísticos como el Planetario y el Morro Solar, desde donde se puede apreciar una vista panorámica de la ciudad y el mar. Además, cuenta con varias playas y espacios recreativos, siendo un importante destino turístico y tradicional en el sur de Lima.

### Distrito de Lurín

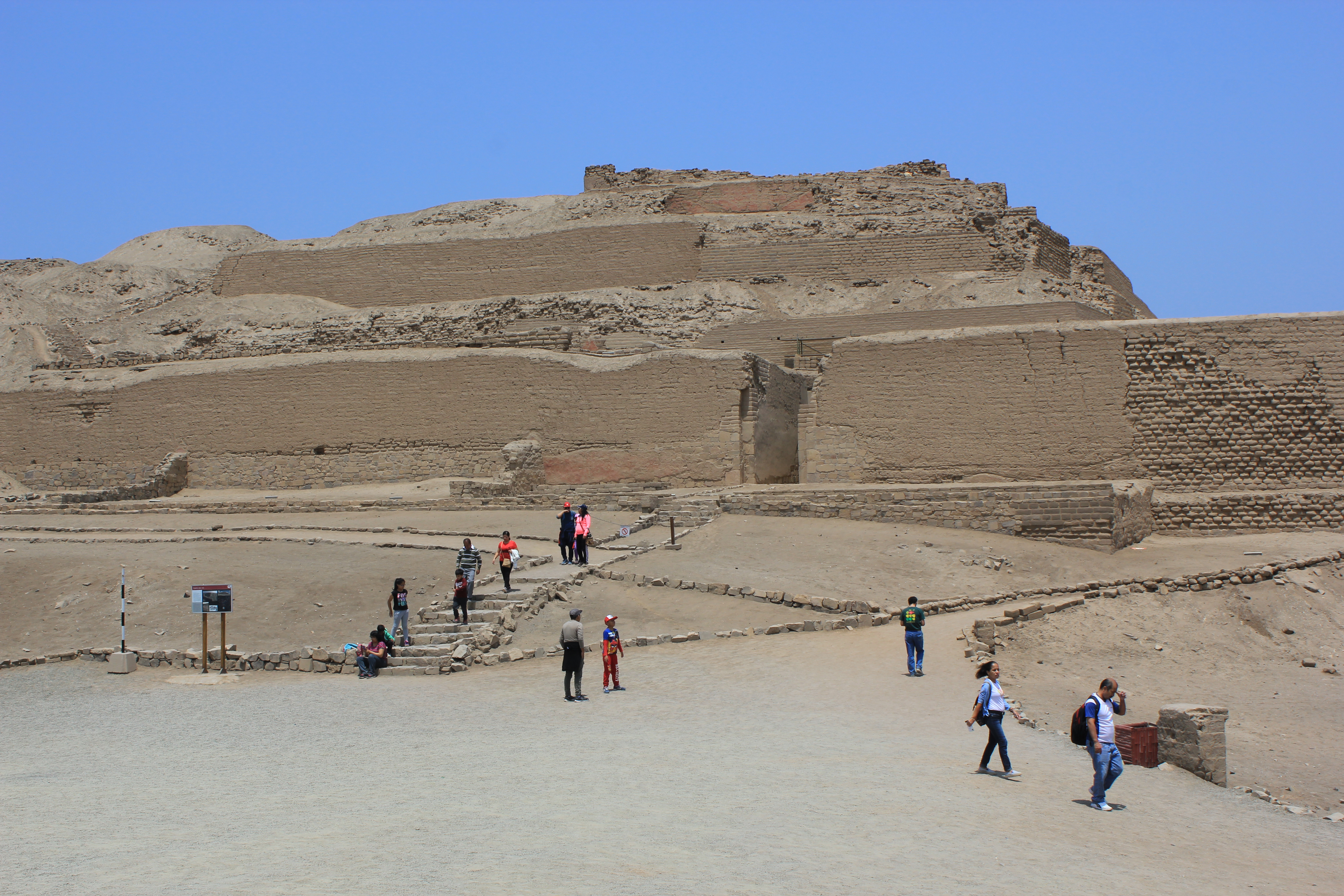
Entrada al Templo del Sol, Pachacámac.

Lurín está ubicado en la zona sur de la ciudad. Fue fundado el 2 de enero de 1857, tiene una superficie de 131,22 km² y una población aproximada de 89 200 habitantes (según estimaciones de 2017). El distrito tiene raíces precolombinas, con sitios arqueológicos como Pachacámac, un importante centro religioso. Durante el virreinato, fue un área de haciendas y producción agrícola. Su economía se basa en la agricultura (frutales y viñedos), la pesca artesanal y el turismo, gracias a sus playas y sitios históricos.
Lurín es conocido por su gastronomía, especialmente el chicharrón de chancho y el vino artesanal. También alberga festividades como la Virgen de la Candelaria y eventos culturales en torno a su herencia afroperuana. Como atractivos turísticos destacan el Santuario Arqueológico de Pachacámac, playas como Arica y San Pedro, y el humedal de Puerto Viejo, ideal para observación de aves. Asimismo, Lurín cuenta con el fundo Mamacona en donde se adiestra al Caballo peruano de paso y se hacen exhibiciones destacando el festival de música electrónica Creamfields.

### Distrito de Pachacámac
Pachacámac se encuentra ubicado al sureste de Lima. Creado el 2 de enero de 1857, abarca 258,69 km² y tiene una población aproximada de 110 000 habitantes (estimación 2017). Su nombre proviene del importante centro religioso preincaico de Pachacámac, que fue un lugar de peregrinación en la costa central. En la época del virreinato, fue una zona de haciendas y en el siglo XIX se estableció como distrito. En su momento, el distrito de Pachacámac abarcó los actuales distritos de Lurín (teniendo por extensión los distritos de San Juan de Miraflores, Villa María del Triunfo y Villa El Salvador) y Cieneguilla, que se segregaron posteriormente.
Actualmente, Pachacámac es considerado el último valle verde de Lima. El territorio de la zona presenta abundancia de guijarros en su suelo, plano y ondulado en el valle, con partes montañosas flanqueando el río Lurín. Adicionalmente, se lleva afirmando por mucho tiempo, que en la actualidad, Pachacámac es el distrito más verde del Cono Sur. Su economía se basa en la agricultura (frutas, hortalizas), el turismo y pequeñas industrias. Pachacámac es conocido por su riqueza arqueológica, festividades como la Virgen del Rosario y su gastronomía, que incluye platos típicos como el tamal y el chicharrón.

### Distrito de Pucusana

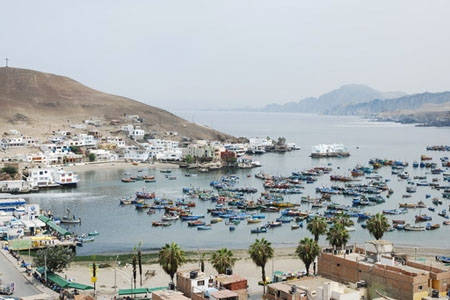
Pucusana.

Pucusana es un distrito limeño ubicado al sur de la ciudad. Su fundación data del 22 de enero de 1943, ocupa 37,33 km² y tiene una población aproximada de 15 000 habitantes (según estimación 2017). 
Originalmente era un pueblo de pescadores, pero se desarrolló gracias a su actividad pesquera y su cercanía a Lima. Durante el siglo XX, se consolidó como distrito por su importancia económica y cultural.
La pesca artesanal es la base de su economía, junto con el turismo y el comercio. Asimismo, es famosa por su gastronomía marina, especialmente ceviches y tiraditos, y por festividades como la de San Pedro, patrón de los pescadores. Entre sus atractivos destacan las playas de Pucusana y Naplo, muy concurridas por la práctica de deportes acuáticos y descanso.

### Distrito de Punta Hermosa
Punta Hermosa es un distrito costero de Lima fundado el 7 de abril de 1954. Tiene un área de 119,5 km² y una población aproximada de 7600 habitantes. Desde su creación fue un balneario de veraneo para limeños, creciendo como destino turístico y residencial. Su economía se centra en el turismo, la pesca artesanal y el comercio. El distrito es conocido por sus playas y su gastronomía marina. Sus principales atractivos son las playas, como Playa Blanca, Playa Negra y El Silencio. El malecón y los miradores ofrecen vistas panorámicas del Océano Pacífico.

### Distrito de Punta Negra
El distrito de Punta Negra fue fundado el 7 de abril de 1954, ocupa 130,5 km² y tiene una población aproximada de 7100 habitantes. Se creó como balneario y zona de veraneo para la población de Lima, consolidándose más adelante como distrito por su atractivo turístico y residencial. Antiguamente, el distrito se conocía como "Tropezón", hasta septiembre de 1949, cuando fue rebautizada con el nombre que todavía mantiene. Su economía se basa en el turismo, la pesca artesanal y el comercio, además, es conocida por sus playas –como Santa Rosa y Los Pulpos–, deportes acuáticos y su gastronomía marina.

### Distrito de San Bartolo

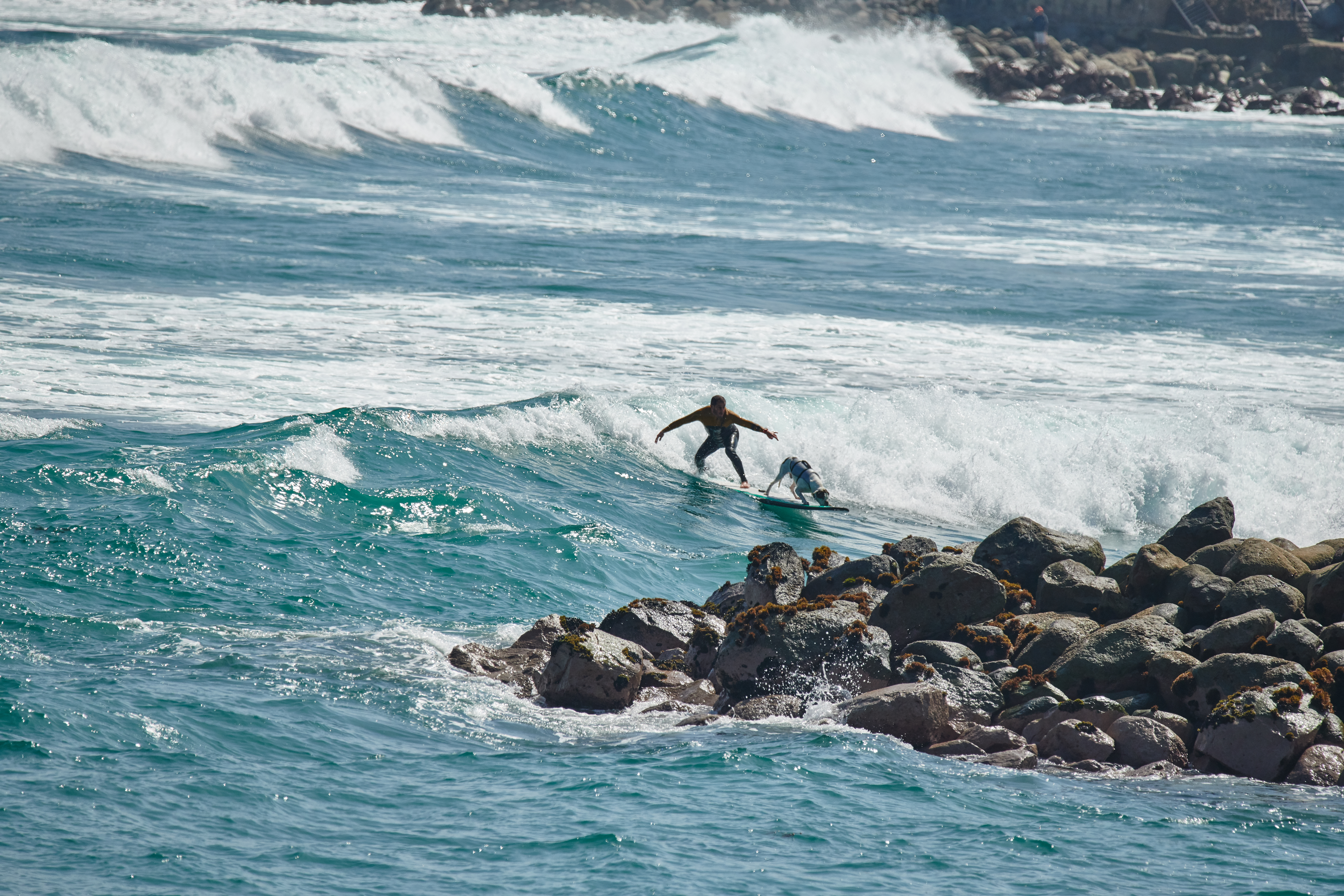
Surfeando en San Bartolo.

San Bartolo se ubica al sur de la ciudad. Fundado el 7 de abril de 1954, abarca 44,96 km² y tiene una población aproximada de 7400 habitantes. Surgió como un balneario limeño, centrando su economía en el turismo, la pesca artesanal y el comercio. Entre sus atractivos destacan el malecón, que ofrece vistas panorámicas del océano, sus playas –como Playa Norte, Playa Sur y El Peñascal–, y «el bufadero», una cueva dentro de un cerro por donde ingresan las olas marinas y crean un silbido singular. También cuenta con hoteles, clubes sociales, el autódromo La Chutana, club de golf, aeropuerto de ultraligeros, área para motocross, paseos en tubulares, y se practica la pesca submarina y artesanal. Entre sus festividades celebran la de San Pedro y San Pablo y la de San Bartolomé, su santo patrón.

### Distrito de San Juan de Miraflores

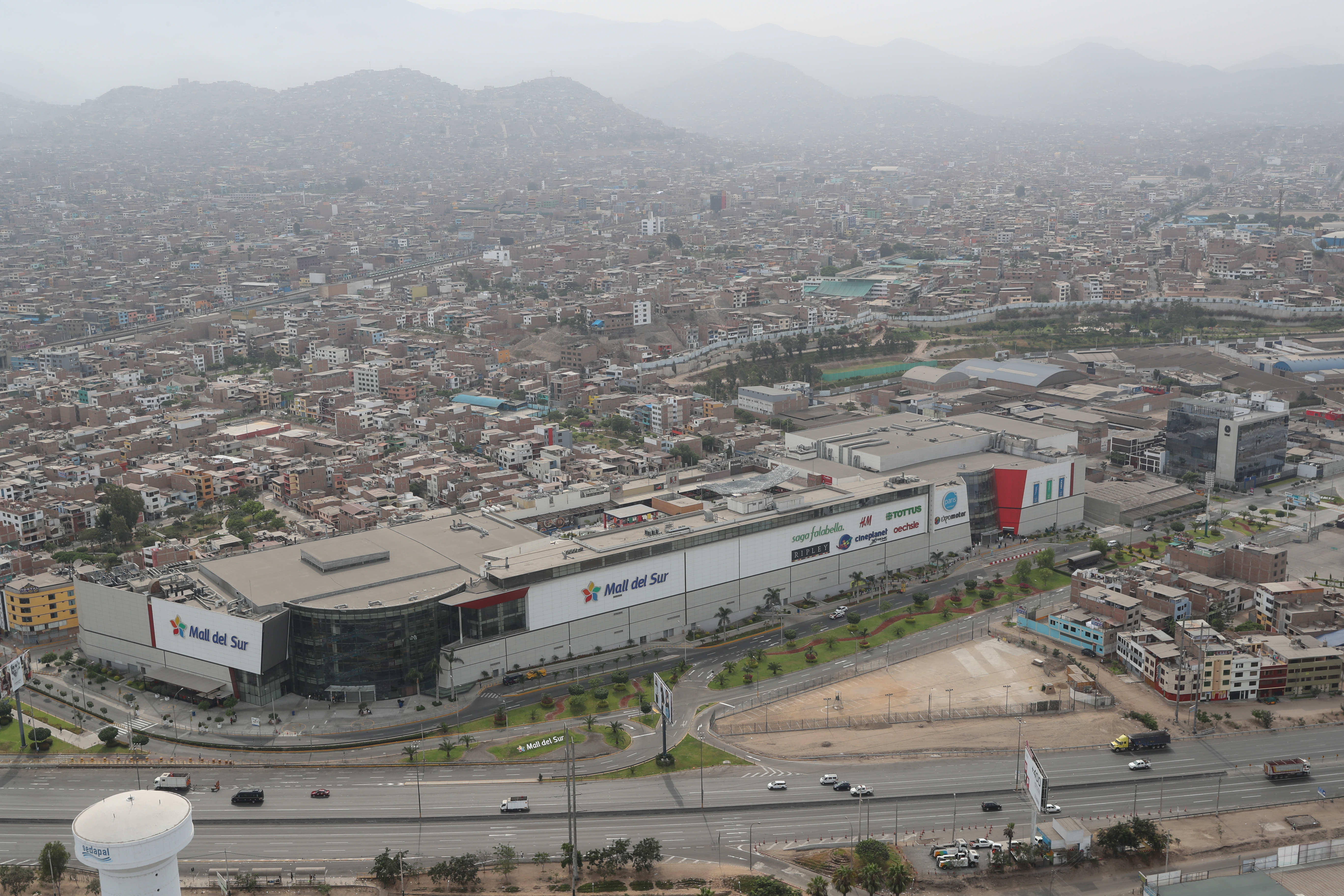
Vista aérea del distrito de San Juan de Miraflores. Se puede apreciar el centro comercial Mall del Sur y la carretera Panamericana Sur.

San Juan de Miraflores fue creado el 12 de enero de 1965, tiene una superficie de 23,98 km² y una población estimada de 362 643 habitantes (INEI, 2015). Históricamente fue el escenario de la Batalla de San Juan durante la Guerra del pacífico. El distrito surge tras la invasión masiva de terrenos en 1954, conocida como la barriada de Ciudad de Dios, organizada por familias de diversos distritos de Lima en tierras entonces pertenecientes a Santiago de Surco. En 1964, muchos pobladores fueron reubicados a Pamplona Alta, consolidando la urbanización del área. El distrito se segregó oficialmente de Santiago de Surco y Villa María del Triunfo en 1965.
Su economía se basa en el comercio, servicios y pequeñas industrias. Es un distrito de nivel socioeconómico medio, medio bajo y bajo, con una población diversa, incluyendo migrantes de Cusco, Ayacucho y Pasco, especialmente en los años 80 debido al terrorismo. Está dividido en zonas como Pamplona Alta, Pamplona Baja, Ciudad de Dios y María Auxiliadora. Las Lomas de Pamplona son un área natural protegida, considerada el pulmón del distrito. Alberga el Hospital María Auxiliadora y centros comerciales como Mall del Sur y Open Plaza Atocongo.

### Distrito de Santa María del Mar

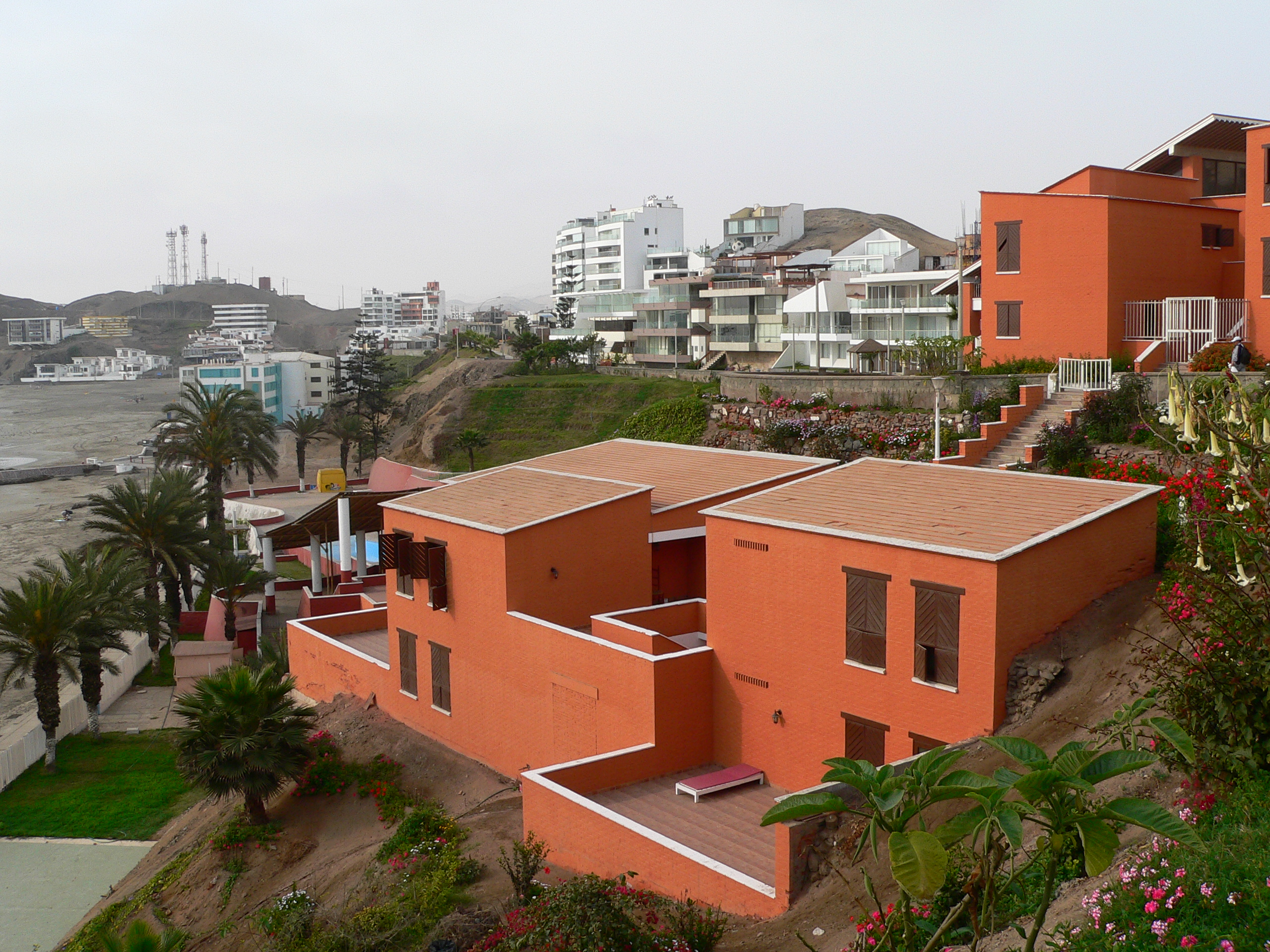
Vista parcial de Santa María del Mar.

El distrito de Santa María del Mar originalmente era parte de San Bartolo, sin embargo, luego de un proceso de urbanización se le elevó a la categoría de distrito mediante Ley N.º 13888 del 16 de enero de 1962. Según una estimación del Instituto Nacional de Estadística e Informática, el distrito tiene una población cercana a los 1000 habitantes, sin embargo, esta aumenta considerablemente durante los meses de verano debido a que muchas personas alquilan casas por la temporada. En el distrito se encuentra un popular balneario y las playas más conocidas son las de «Santa María» y «Embajadores».

### Distrito de Villa El Salvador

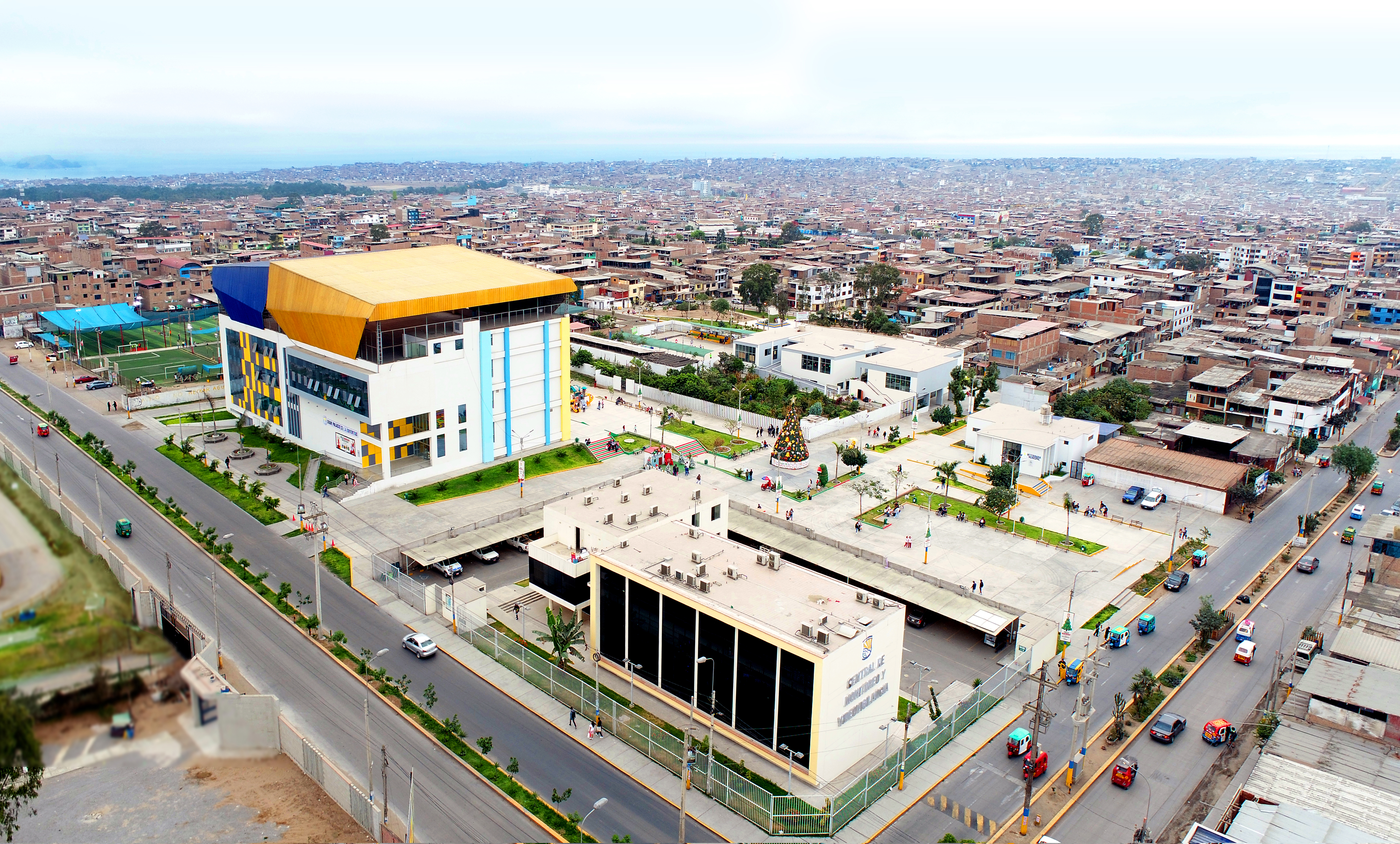
Palacio de la Juventud y el Centro de Operaciones de Videovigilancia sobre la avenida Central.

Villa El Salvador es un distrito ubicado en la zona sur de la ciudad, fue fundado el 1 de junio de 1971. Tiene una superficie de 35,46 km² y una población estimada de 393 254 habitantes (INEI, 2017). Surgió tras la ocupación de terrenos baldíos en el desierto de Pamplona por familias migrantes, principalmente de zonas andinas, organizadas en la Comunidad Urbana Autogestionaria de Villa El Salvador (CUAVES) las cuales fueron reubicadas al entonces llamado «Pueblo Joven Villa El Salvador».
La economía se basa en el comercio, pequeñas industrias y servicios. Es un distrito de nivel socioeconómico medio-bajo y bajo, con una población diversa, predominantemente de origen andino. Está dividido en sectores y grupos residenciales, con un fuerte sentido de identidad comunitaria. Se encuentra totalmente urbanizado, cuenta con avenidas principales como Revolución y Separadora Industrial. Está conectado por la Línea 1 del Metro de Lima (estaciones Parque Industrial y Villa El Salvador) y la Panamericana Sur, que facilita el acceso a otros distritos. Alberga el Parque Industrial de Villa El Salvador, un importante polo de pequeñas y medianas empresas, así como instituciones educativas y de salud.

### Distrito de Villa María del Triunfo

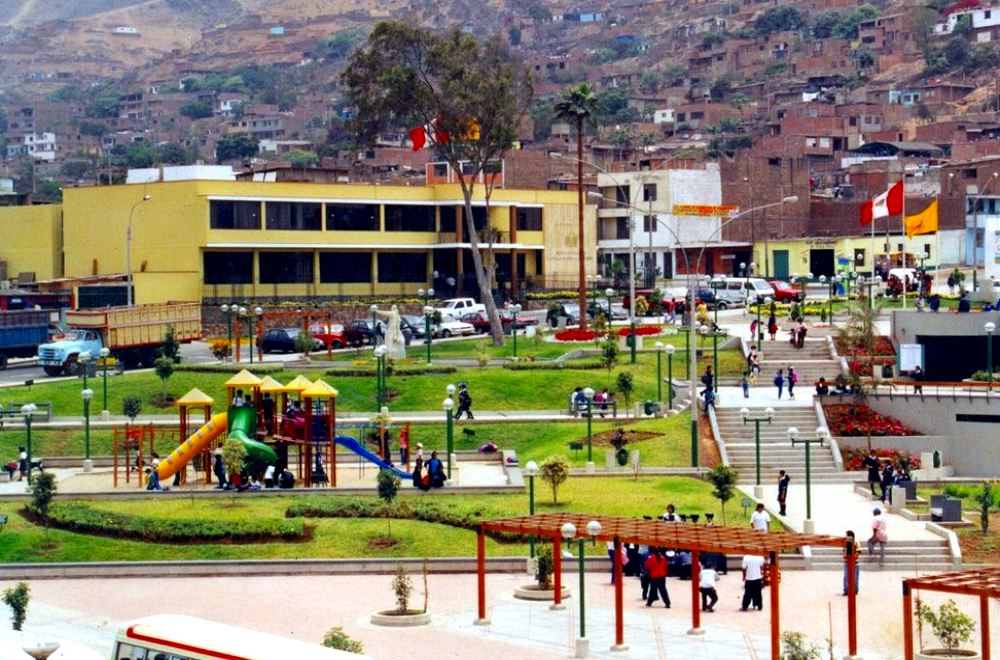
Plaza de armas de Villa Maria del Triunfo.

Villa María del Triunfo es un distrito del Cono Sur. Fundado el 4 de diciembre de 1961, abarca 70,57 km² y tiene una población estimada de 398 237 habitantes (INEI, 2017). Se creó en la década de 1950 debido a invasiones de terrenos en la Pampa de Comas, lideradas por familias migrantes, principalmente de regiones andinas. Inicialmente formó parte de Santiago de Surco, se consolidó como distrito en 1961. Su nombre es un homenaje a la Virgen María y al triunfo de la comunidad en su lucha por formalización.
La economía se basa en el comercio, servicios y pequeñas industrias. Es un distrito de nivel socioeconómico medio-bajo y bajo, con una población diversa y fuerte presencia de comunidades andinas. Está dividido en zonas como Nueva Esperanza, Tablada de Lurín y José Carlos Mariátegui, reflejo de su crecimiento por asentamientos humanos. Está mayormente urbanizado, cuenta con avenidas principales como Pachacútec y 26 de Noviembre. En los atractivos de Villa María del Triunfo, cabe mencionar el Parque Zonal «Flor de Amancaes», las «Lomas de Villa María» o «Lomas de Paraíso», un refugio de la flora y fauna silvestre (vizcachas, lechuzas, zorros, águilas, etc.), la Zona Arqueológica de Tablada de Lurín –único cementerio prehistórico intacto del Perú–, y el "Cementerio Nueva Esperanza", con 60 hectáreas, el segundo cementerio más grande del país.